# Українська річкова мережа
Українська річкова мережа (УРМ) — добровільна коаліція громадян та неурядових організацій, покликана займатись збереженням річок. Була створена 2000 року з метою сприяти поліпшенню екологічного стану річок, а також позитивним змінам в екологічній політиці України у галузі охорони і збереження річок. 

## Завдання УРМ
Завданнями коаліції є об’єднати зусилля неурядових організацій навколо проблем врятування малих річок; сприяти участі громадськості у виробленні та реалізації екологічної політики в Україні; вести широку еколого-освітню та виховну діяльність; сприяти проведенню акцій, кампаній щодо поліпшення екологічного стану річок; сприяти розвитку міжнародного співробітництва у сфері охорони природи.
Таким чином, УРМ стала однією з перших тематичних коаліцій екологічних організацій в Україні.

## Події

### 2000

#### Заснування УРМ
У листопаді 2000 року Чорноморська програма «Wetlands International» спільно з НЕЦУ підготували та провели загальнонаціональний семінар «Участь громадськості у збереженні малих річок України». У роботі семінару взяли участь 74 представники екологічних неурядових організацій, які займаються збереженням малих річок, Мінекоресурсів України, Державного комітету України з водного господарства, Державної екологічної інспекції України, науково-дослідних установ. 19 листопада учасники зустрічі ухвалили «Декларацію про створення Української річкової мережі (УРМ)». У роботі семінару взяли участь 74 представники екологічних неурядових організацій (НУО), які займаються збереженням малих річок, Міністерства екології та природних ресурсів України, Державного комітету України з водного господарства, Державної екологічної інспекції України, науково-дослідних установ України.
Декларація учасників семінару «Участь громадськості у збереженні малих річок України» зазначає, що: 
|  | Зважаючи на те, що велика кількість водотоків України знаходиться на різних стадіях деградації внаслідок їх промислового і побутового забруднення, розорювання ерозійно небезпечних (схилових) земель та гідротехнічної меліорації заплав, знищення лісів у долинах річок тощо, враховуючи, що зниження якості та обсягів водних ресурсів України становить реальну загрозу для здоров'я і життя існуючого та прийдешніх поколінь людей, визнаючи необхідність покращення екологічного стану річок України, розуміючи, що тільки співпраця неурядових організацій, місцевих громад, центральних і місцевих органів влади, міжнародних природоохоронних організацій, наукових та освітніх установ, окремих громадян може призвести до впровадження збалансованого господарювання на водозбірних басейнах річок і, відповідно, до покращення екологічного стану річок; визнаючи необхідність підвищення екологічної та правової обізнаності громадян України щодо охорони річок, ми, представники 41 неурядової організації, погодилися заснувати Українську річкову мережу як добровільне об’єднання громадян, неурядових організацій та місцевих громад, що має на меті сприяти поліпшенню екологічного стану річок, а також позитивним змінам в екологічній політиці України у галузі охорони та збереження річок (Київ, 19 листопада 2000 р.). |

Декларацію підписали:
1. Національний екологічний центр України, м. Київ
2. Інститут екології (ІНЕКО) Національного екологічного центру України, м. Київ
3. Громадська організація «Шулявка», м. Київ
4. Громадянський комітет за збереження дикої (корінної) природи Березняків, м. Київ
5. Дитяче громадське об'єднання «Дитячий альпійський рух України», м. Київ
6. Екологічна асоціація «Зелений світ», Інформаційний центр, м. Київ
7. Неформальний екологічний клуб «Еко-ґрунт», м. Київ
8. Український клуб мандрівників «Київська Русь», м. Київ
9. Молодіжна екологічна організація «Спілка друзів природи», м. Васильків, Київська обл.
10. Обласна організація «Зелений світ», м. Вінниця
11. Дитяча неприбуткова екологічна громадська організація «Мальва», с. Сосонка, Вінницький р-н, Вінницька обл.
12. Шкільна асоціація природничих наук, м. Ямпіль, Вінницька обл.
13. Еколого-туристичне об'єднання «Орлан», м. Дніпродзержинськ, Дніпропетровська обл.
14. Еколого-культурний центр «Бахмат», м. Артемівськ, Донецька обл.
15. Краматорська міська організація Всеукраїнської дитячої спілки «Екологічна варта», м. Краматорськ, Донецька обл.
16. Шкільне географічне товариство «Планета», с. Головине, Черняхівський р-н, Житомирська обл.
17. «Молодіжна екологічна ліга — Екоконтроль», м. Житомир
18. Карпатський ЕкоКлуб «Рутенія», м. Ужгород, Закарпатська обл.
19. Регіональне молодіжне екологічне об'єднання «Екосфера», м. Ужгород, Закарпатська обл.
20. Громадська екологічна організація «Едельвейс», м. Косів, Івано-Франківська обл.
21. Коломийська територіальна організація «Зелений світ», м. Коломия, Івано-Франківська обл.
22. Дитяча екологічна громадська організація «Флора», м. Кіровоград
23. Луганська обласна екологічна організація «Зелений світ», м. Луганськ
24. Клуб юних екологів «Кудесник», м. Сєвєродонецьк, Луганська обл.
25. Західноукраїнський благочинний фонд екологічної та туристично-просвітницької інформації, м. Львів
26. Громадська екологічна організація «ЕКО-Довкілля», м. Жидачів, Львівська обл.
27. Південна філія Інституту екології (ІНЕКО), м. Миколаїв
28. Первомайська дитяча громадська організація «Світ», м. Первомайськ, Миколаївська обл.
29. Екологічний клуб «Край», м. Бережани, Тернопільська обл.
30. Екологічно-гуманітарне об'єднання «Зелений світ», м. Чортків, Тернопільська обл.
31. Громадське екологічне об'єднання «Зелений всесвіт» ЗЕВС Харківської області, м. Харків
32. Екологічна громадська організація школярів та учнівської молоді «Екоцентр», м. Харків
33. Голопристанське громадське екологічне дитяче об'єднання «Зелений гомін», м. Гола Пристань, Херсонська обл.
34. Громадське об'єднання «Лицарський клуб», Степанівка, м. Херсон
35. Черкаська обласна організація «Зелений світ», м. Черкаси
36. Буковинський еколого-духовний центр «Водограй», с. Банилів-Підгірний, Сторожинецький р-н, Чернівецька обл.
37. Неурядова організація «Гроно», с. Банилів-Підгірний, Сторожинецький р-н, Чернівецька обл.
38. Чернігівська організація Всеукраїнської дитячої спілки «Екологічна варта», м. Чернігів
39. Еколого-природоохоронна організація «Добрий світ», м. Севастополь
40. Еколого-краєзнавчий клуб «Скіфія», м. Севастополь
41. Створення Української річкової мережі

### 2001
- Перша робоча зустріч УРМ (червень 2001, мала річка Бистриївка, Житомирська обл.). На зустрічі було прийнято план діяльності УРМ на 2001—2002 рр., «Пропозиції УРМ до проекту національної програми системної підтримки діяльності екологічних громадських організацій України», низку звернень.

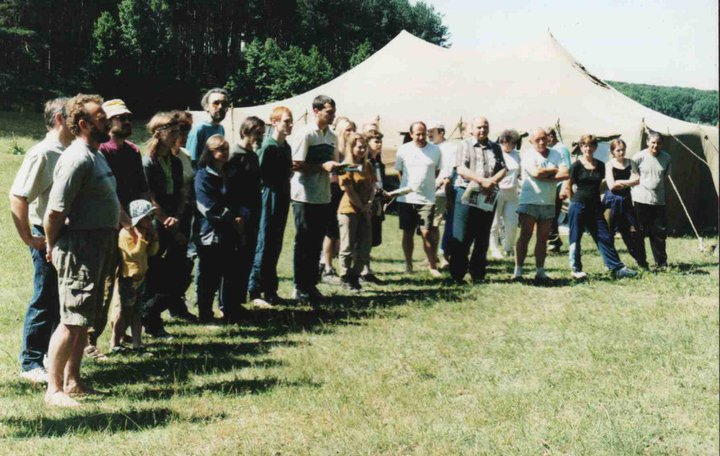
Перша робоча зустріч УРМ (2001)
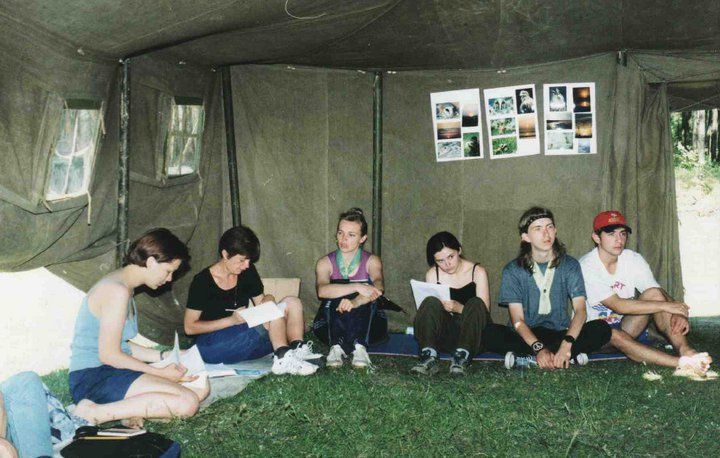
Учасники робочої зустрічі в польовому наметі
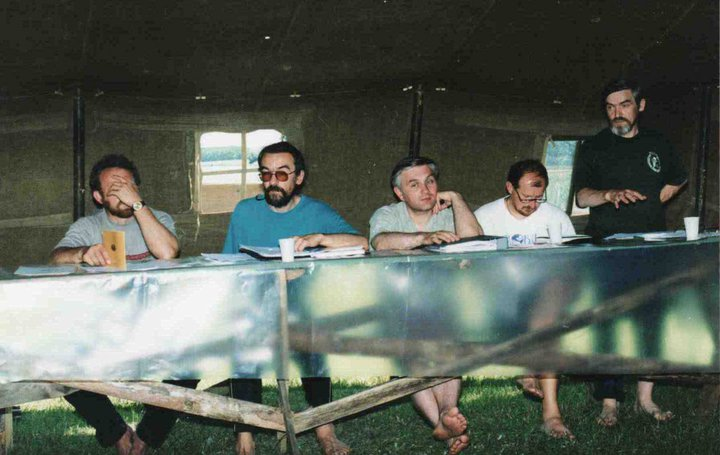
Президія першої робочої зустрічі УРМ

### 2002
- Друга робоча зустріч УРМ (червень 2002 р., с. Жуків, Бережанський р-н, Тернопільська обл.). Проведено конкурс на найкраще фото «Річка мого дитинства», працювала фотовиставка «Знамениті дерева України». На зустрічі прийнято позиційний документ УРМ «Громадська оцінка політики використання і збереження водних ресурсів в Україні», звіт про діяльність УРМ і робочий план на наступний рік, низку звернень.
- Третя робоча зустріч УРМ (червень 2002 р., м. Іршава, Закарпатська обл.). Організатор — Карпатський екологічний клуб «Рутенія». На зустрічі схвалено Звіт про діяльність УРМ за 2002—2003 рр. і пропозиції до Робочого плану діяльності УРМ на 2003—2004 рр., прийнято низку звернень. Вирішено сприяти посиленню участі громадськості у вирішенні проблем довкілля у басейні р. Дунай, р. Дніпро, р. Південний Буг, р. Дністер шляхом створення басейнових робочих груп УРМ.

### 2003
- Підготовка і проведення тренінг-курсу «Участь громадськості у збереженні малих річок України» для представників громадських екологічних організацій.
- Підготовка компакт-диску з інформацією про загальний стан малих річок України і тенденції його зміни; про НУО, які займаються збереженням річок, про законодавчі засади збереження річок тощо.
- Створення Web-сайту УРМ сьогодні втрачений і перебуває у вебархіві[1]).
- Проведення заходів зі збереження річок відповідно до Робочого плану.
- Започаткування Програми малих грантів для членів УРМ (2003 р.)

## Публікації
1. Басейн річки Бог / Ворона Є. I ., Rириляч O. В., Максименюк O. Д., Марушевський Г. Б., Яворський Д. М., Яворська О. Г. — Вінниця-Київ: Wetlands International Black Sea Programme, 2009. — 128 c
2. Дніпровський екологічний коридор / Київ: Wetlands International Black Sea Programme, 2008. — 340 с.
3. Збереження біорізноманіття і створення екомережі: Інформаційний довідник / Марушевський Г. Б., Мельничук В. П., Костюшин В. А. — Київ: Wetlands International Black Sea Programme, 2008. — 168 с.
4. Збереження біорізноманіття, створення екомережі та інтегроване управління річковими басейнами: Посібник для вчителів і громадських природоохоронних організацій / Кобеньок Г. В., Закорко О. П., Марушевський Г. Б. — Київ: Wetlands International Black Sea Programme, 2008. — 201 с.
5. Веселий мурашник. Посібник з екологічного виховання для дітей шкільного віку / Кобеньок Г. В. — Київ: Wetlands International Black Sea Programme, 2007. — 50 с.
6. Жива Україна: Екологічний журнал №№ 3—4 ’2007
7. Збережи свою річку: підсумки виконання проектів програми малих грантів / За ред. Марушевського Г. Б. — К.: Чорноморська програма Ветландс Інтернешнл, 2005. — 112 с.
8. Участь громадськості у збереженні малих річок: матеріали тренінг-курсу. — К.: Чорноморська програма Ветландс Інтернешнл, 2005. — 380 с. + 8 кольорових ілюстрованих вставок
9. Українська річкова мережа. Інформаційний бюлетень. — 2004. — № 1 (2).
10. Марушевский Г. Б. Международный опыт сохранения рек: участие общественности. — Киев: Wetlands International Black Sea Programme, 2004. — 80 с.
11. Раціональне використання водних ресурсів — необхідний елемент стійкого розвитку. Матеріали 3-ї робочої зустрічі Української річкової мережі, с. Осій (Закарпатська область). — Ужгород, 2003. — 64 с.
12. Участь громадськості у збережені малих річок України. Матеріали загальнонаціонального семінару і Першої робочої зустрічі Української річкової мережі. — Київ: Wetlands International, 2003. — 136 с.
13. Громадська оцінка екологічної політики в Україні. Доповідь українських громадських екологічних організацій. — Київ, 2003. — 139 с.